# خورشید همچنان می‌درخشد (فیلم ۲۰۰۷)
خورشید همچنان می‌درخشد (به انگلیسی: The Sun Also Rises) یک فیلم سینمایی چینی به کارگردانی، تهیه کنندگی و نویسندگی جیانگ ون با بازی جوآن چن، آنتونی وانگ و جسی چان است. این فیلم چند ضلعی داستانهای بهم پیوسته در مناطق مختلف زمانی است که بین یک روستای یون‌نان، یک محوطه دانشگاه و بیابان گبی جابجا می‌شود. این فیلم در رقابت در جشنواره فیلم ونیز به نمایش درآمد و نامزد شیر طلایی شد اما در رقابت با فیلم تاریخی انگ لی بنام شهوت، احتیاط باخت.

## طرح
این فیلم چهار داستان بهم پیوسته را شرح می‌دهد.